# Rappenseekopf
Rappenseekopf är ett berg i Österrike.   Det ligger i distriktet Reutte och förbundslandet Tyrolen, i den västra delen av landet, 500 km väster om huvudstaden Wien. Toppen på Rappenseekopf är 2 467 meter över havet, eller 157 meter över den omgivande terrängen. Bredden vid basen är 1,4 km.
Terrängen runt Rappenseekopf är huvudsakligen bergig. Runt Rappenseekopf är det ganska glesbefolkat, med 26 invånare per kvadratkilometer.. Närmaste större samhälle är Mittelberg, 8,9 km nordväst om Rappenseekopf. 
Trakten runt Rappenseekopf består i huvudsak av gräsmarker.